# Rupert-Verlag
Der Rupert-Verlag war ein Buchverlag in Leipzig von 1939 bis 1957.

## Geschichte
Maria Eva (Clara) von Mandelsloh (geborene Keil, 1894–nach 1965) gründete 1939 den Rupert-Verlag in Leipzig. Sie übernahm dabei offenbar einige Rechte des vormaligen Verlags F. Volckmar in Leipzig. Seit 1940 nannte sie sich Marieva von Mandelsloh.
Sie gab vor allem völkische und romantisierende Unterhaltungsliteratur heraus. Von 1943 sind die letzten Titel bekannt.
1946/47 gründete sie den Rupert-Verlag in Leipzig neu, übergab aber die Geschäftsführung an ihren vorherigen Prokuristen Schulze. Über dessen Geschäftspraktiken gab es in den folgenden Jahren  mehrere Beschwerden von Autoren beim Börsenverein des Deutschen Buchhandels und sogar ein Gerichtsverfahren 1951.
Marieva von Mandelsloh verließ 1953 die DDR. Die Verlagstätigkeiten wurden danach eingestellt, 1957 wurde der Rupert-Verlag in Leipzig aus dem Handelsregister gestrichen.
Marieva von Mandelsloh gründete 1953 den Rupert-Verlag in Darmstadt, von dem allerdings nur drei Buchtitel bis 1955 bekannt sind. Von 1966 ist ein Brief von ihr an den Althistoriker Helmut Berve erhalten.

## Publikationen (Auswahl)

### 1939–1943
- Ferdinand von Saar: Innocens. Erzählungen aus dem alten Österreich, [um 1939][5]
- Lauri Haarla: Die Kurki-Saga. Ein Roman aus dem 15. Jahrhundert, 1940
- Herbert Fritsche: Tierseele und Schöpfungsgeheimnis, 1940
- Martin Raschke: Die Flöten. Von der Ahnenschaft des Liedes, 1940
- Deutscher Gesang. Ausgewählt von Martin Raschke, [ohne Jahr]
- Norbert Gottschalk (Hrsg.): Von Rittern, Frauen und Turnieren. Heitere Geschichten aus dem deutschen Mittelalter, 1941
- Norbert Gottschalk (Hrsg.): Jahrmarkt in Timerla. Heitere Geschichten aus dem deutschen XVI. Jahrhundert. Illustriert von Georg Baus, 1941
- Norbert Gottschalk (Hrsg.): Gewitztes Wort. Klugheit, Witz und Verstand des deutschen Wortes, [um 1941/42][6]
- Martin Raschke: Herbstorgel, 1942
- Thekla von Düring: Caroline. Ein Lebensbild aus der Romantik, 1942
- Rudolf Hagelstange: Es spannt sich der Bogen, 1943
- Wolfgang Franke: Yorck. Erzählung, 1943

### 1947–1952
- Rudolf Hagelstange: Es spannt sich der Bogen. Gedichte, 1947, 2. Auflage nach 1943
- Karl-Friedrich Fuchs: Mit den Augen eines Kindes. Erzählung, 1948
- P[aul] R[ichard] Koch-Utendorf: Drachenbraut. Roman, 1949, Neuauflage 1952
- Annemarie Bostroem: Terzinen des Herzens, 1950
- Lisa Heise: Der Brunnen. Novelle in Briefen, 1950, Neuauflagen 1952, sowie 1953 in Darmstadt

- Elisabeth Kessel (Hrsg.): Frauencharaktere in Briefen. Eine Sammlung von Frauenbriefen verschiedener Nationen, 1950[7]
- Elisabeth Ackner: Der Oriol. Zwei Liebesgeschichten aus dem alten Korea, 1951

### 1953–1955
Aus dem neuen Rupert-Verlag in Darmstadt sind drei Buchtitel bekannt.
- Lisa Heise: Der Brunnen. Neuauflage von 1950 und 1952
- Rudolf Böhmler: Monte Cassino, 1955; der Kommandant berichtet über die Kämpfe von 1944
- Richard und Florence Altvater: Mr. Poppers Pinguine, 36. Tausend, 1955